# 武士王后
《大英帝國 博蒂卡女王血腥戰役》（英語：Boudica），在美国发行时的名称为《武士王后》（Warrior Queen）是一部2003年英国传记历史電視影片，讲述了古代部落爱西尼王后布狄卡的故事。由阿莉克丝·金斯顿、史蒂文·沃丁顿和艾美莉·賓特主演。